# 紅絨鮋
紅絨鮋科是輻鰭魚綱鮋形目的一個科。旗下僅有一屬一種，即紅絨鮋（Gnathanacanthus goetzeei），為溫帶海水魚，分布於澳洲西部、南部及塔斯馬尼亞島，為特有種，體長可達30公分，棲息在近海底層水域，生活習性不明。